# Ngân hàng Hokkaidō
Ngân hàng Hokkaidō (北海道銀行 Hokkaidō Ginkō) là ngân hàng Nhật Bản có trụ sở tại Sapporo, Hokkaidō, thành lập vào ngày 5 tháng 3 năm 1951. Ngân hàng Hokkaidō là công ty con của Tập đoàn tài chính Hokuhoku. Ngân hàng Hokkaido có khoảng 134 chi nhánh trong nước.